# Club Ciclista Selvatà Tot Bike
El Club Ciclista Selvatà Tot Bike es va fundar l'any 1992 a la Selva del Camp amb la finalitat de fomentar l'esport del ciclisme al municipi. El club és inscrit a la Federació Catalana de Ciclisme. Les activitats d'aquest col·lectiu es van iniciar al principi de la dècada del 1990 com una secció de trialsín dins del Moto-Club de la Selva del Camp.
Al llarg dels seus anys de trajectòria ha organitzat diferents activitats dirigides als socis i nombroses competicions esportives com el Campionat d'Espanya de biketrial, la Copa Tarragona de descens de BTT i cronoescalades, entre d'altres.